# Doryctes pomarius
Doryctes pomarius är en stekelart som beskrevs av Henry J. Reinhard 1865. Doryctes pomarius ingår i släktet Doryctes och familjen bracksteklar. Utöver nominatformen finns också underarten D. p. schimitscheki.